# Oratoire Saint-Roch

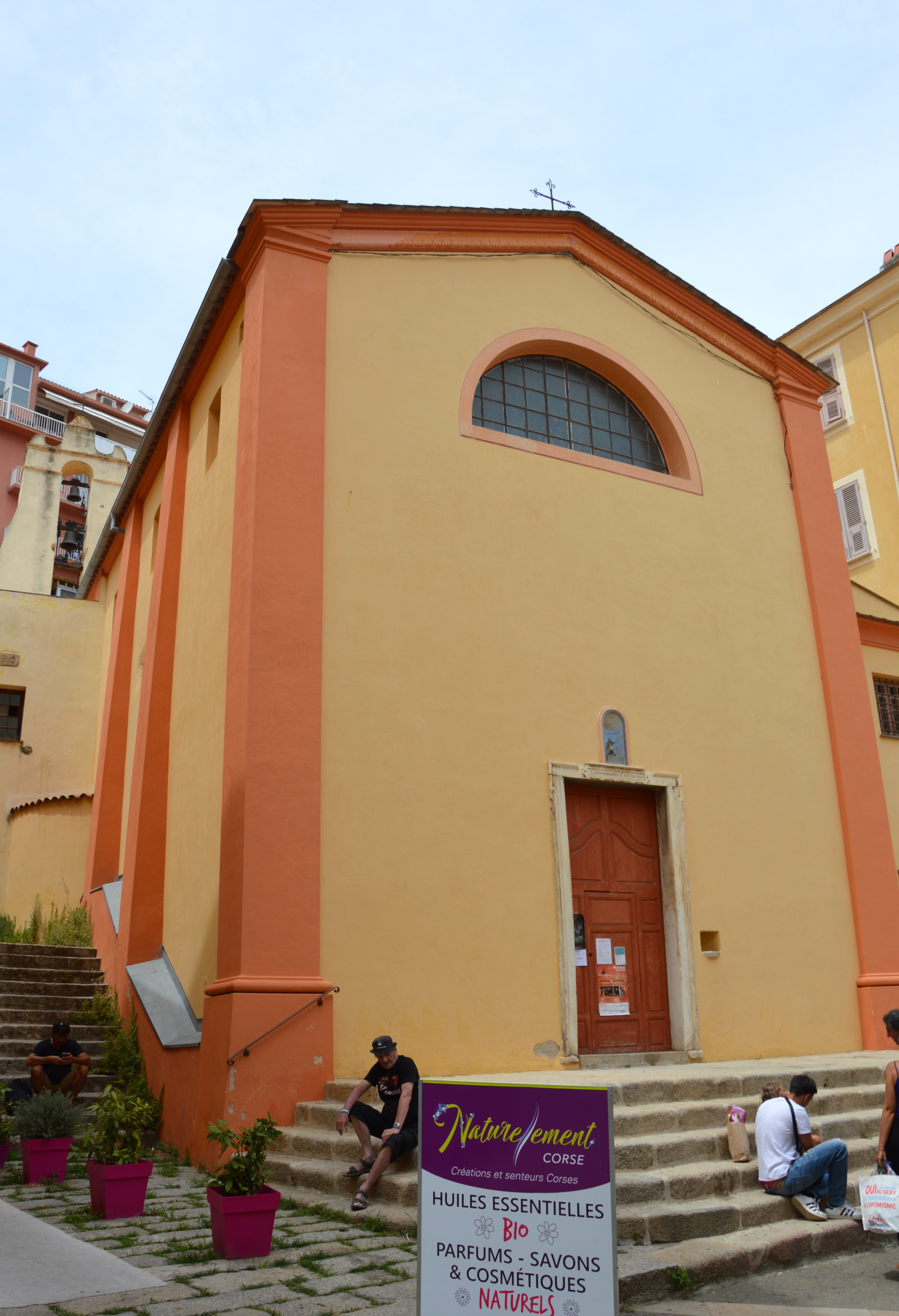
Oratoire Saint-Roch

Das Oratoire Saint-Roch ist ein katholisches Oratorium in Ajaccio, der Hauptstadt der Insel Korsika. Es gehört zum Bistum Ajaccio.

## Lage
Das Gebäude befindet sich in der Innenstadt von Ajaccio, an der Westseite der Rue Cardinal Fesch, gegenüber der Einmündung der Rue Jérôme Péri, nördlich der Altstadt.

## Architektur und Geschichte
Das Oratorium entstand im Jahr 1599 außerhalb der Stadtmauer Ajaccios. Es war Sitz der Bruderschaft Saint-Roch und Saint-Sébastien, die sich um Menschen kümmerte, die sich nachts außerhalb der geschlossenen Stadttore aufhielten. Im 18. Jahrhundert wurde das Kirchengebäude im Stil des Manierismus umgebaut.
Das Kircheninnere wird von einem Gewölbe überspannt. Der Hochaltar ist mit korinthischen Säulen und Stuck verziert.
Am 6. September 1985 wurde das Oratorium als Monument historique unter der Nummer PA00099069 eingetragen.